# 蒂鲁瓦尔拉
蒂鲁瓦尔拉（Thiruvalla），是印度喀拉拉邦Pathanamthitta县的一个城镇。总人口56828（2001年）。

## 人口
该地2001年总人口56828人，其中男性27091人，女性29737人；0—6岁人口5569人，其中男2831人，女2738人；识字率87.72%，其中男性为87.96%，女性为87.51%。